# Listă de azeri
Aceasta este o listă de azeri, originari din Azerbaijan sau din altă țară, în care caz se va preciza.

## A

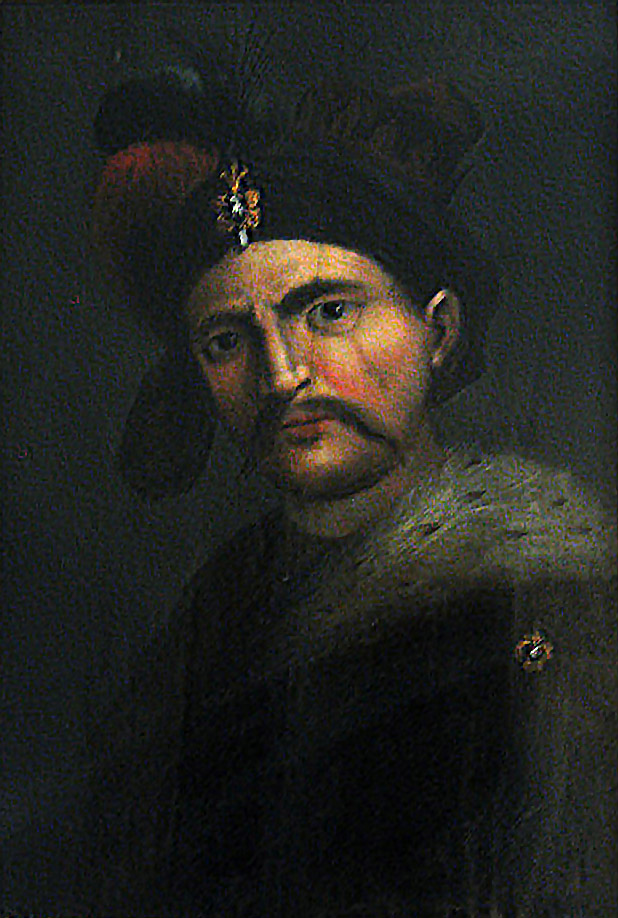
Abbas I cel Mare

- Abbas I cel Mare (1571–1629), șah al Persiei;
- Mikayil Abdullayev (1921–2002), pictor;
- Namig Abdullayev (n. 1971), wrestler;
- Rovnag Abdullayev (n. 1965), politician, om de afaceri;
- Fuad Abdurahmanov (1915–1971), sculptor;
- Ruslan Abıșov (n. 1987), fotbalist;
- Emin Agalarov (n. 1979), cântăreț, om de afaceri;
- Aydin Aghdashloo (n. 1940), pictor iranian;
- Mirza Fatali Akhundov (1812–1878), scriitor;
- Ahmed Aleskerov (1935–2015), fotbalist, antrenor;
- Vagit Alekperov (n. 1950), om de afaceri, director al Lukoil;
- Heidar Aliev (1923–2003), politician, fost președinte;
- Mehriban Alieva (n. 1964), politiciană, vicepreședinte al Azerbaijanului;
- Ilham Aliyev (n. 1961), președinte al Azerbaijanului;
- Rauf Aliyev (n. 1989), fotbalist;
- Leyla Aliyeva[1] (n. 1986), prezentatoare TV;

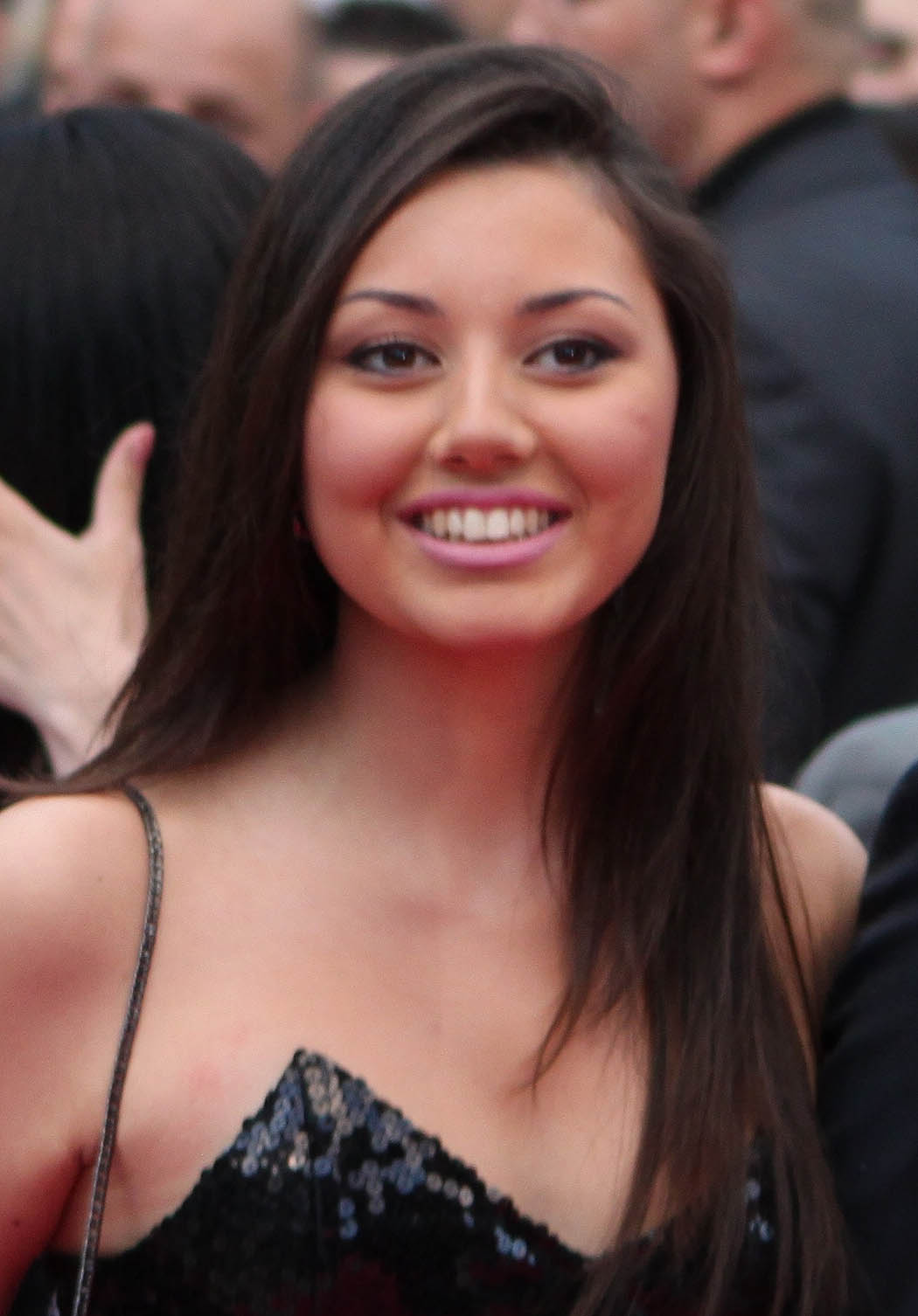
Safura Alizadeh

- Safura Alizadeh (n. 1992), cântăreață;
- Genrich Altshuller (1926–1998), scriitor, inginer, inventator;
- Fikret Amirov (1922–1984), compozitor;
- Karim Ansarifard (n. 1990), fotbalist din Iran;
- Arash (n. 1977), cântăreț, producător din Suedia, originar din Iran;
- Nima Arkani-Hamed (n. 1972), fizician american de origine iraniană;
- Nadejda Aronețkaia (1919–1993), regizoare de teatru din RSS Moldovenească;
- Toghrul Asgarov (n. 1992), wrestler;
- Salatîn Asgarova (1961–1991), jurnalistă, erou național;
- Hazi Aslanov (1910–1945), general;
- Azim Azimzade (1880–1943), pictor;

## B
- Karim Bagheri (n. 1974), fotbalist, antrenor din Iran;

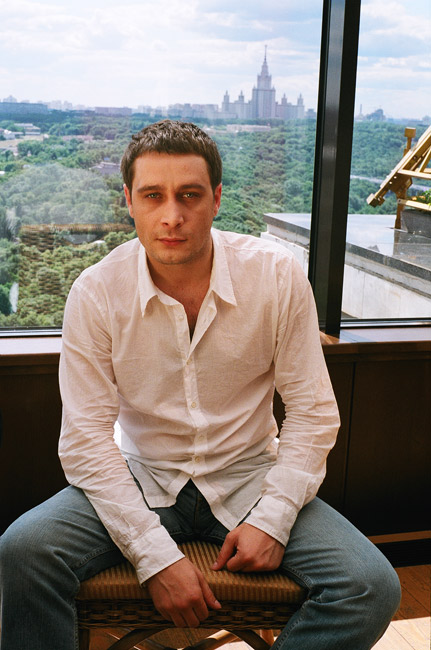
Eduard Baghirov

- Eduard Baghirov (n. 1975), scriitor, blogger;
- Mir Jafar Baghirov (1896–1956), fost președinte al Azerbaijanului;
- Sattar Bahlulzade (1909–1974), pictor;
- Tofiq Bahramov (1925–1993), fotbalist;
- Abbasgulu Bakihanov (1794–1847), scriitor, filozof;
- Reza Baraheni  (n. 1935), scriitor din Iran;
- Rovshan Bayramov (n. 1987), wrestler;
- Mehdi Bazargan (1907–1995), fost premier al Iranului;
- Rashid Behbudov (1915–1988), cântăreț, actor georgian;
- Samad Behrangi (1939–1967), scriitor, traducător iranian;
- Max Black (1909–1988), filozof american;
- Bulbul (1897–1961), tenor;
- Polad Bülbüloğlu (n. 1945), cântăreț, actor, politician, diplomat;

## C
- Servet Çetin (n. 1981), fotbalist turc;

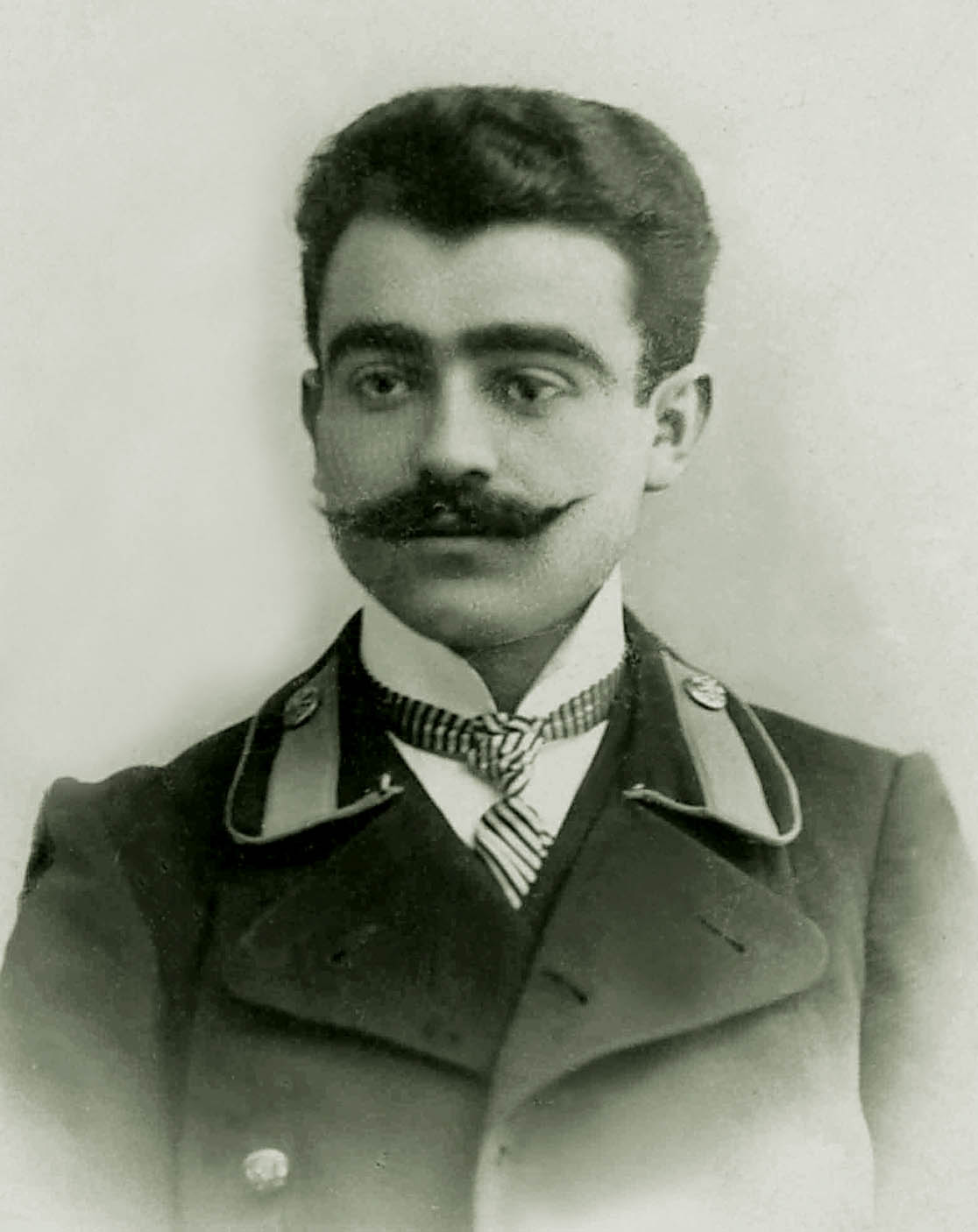
Yusif Vazir Chamanzaminli

- Yusif Vazir Chamanzaminli (1887–1943), scriitor, om politic;

## D
- Ali Daei (n. 1969), fotbalist din Iran;
- Șahin Diniyev (n. 1966), fotbalist, antrenor;
- Djafar Djabbarli (1899–1934), dramaturg;
- Geydar Dzhemal (1947–2016), scriitor, filozof din Rusia;

## E
- Dariush Eghbali (n. 1951), cântăreț, activist iranian;
- Abulfaz Elchibey (1938–2000), politician, fost președinte al Azerbaijanului;

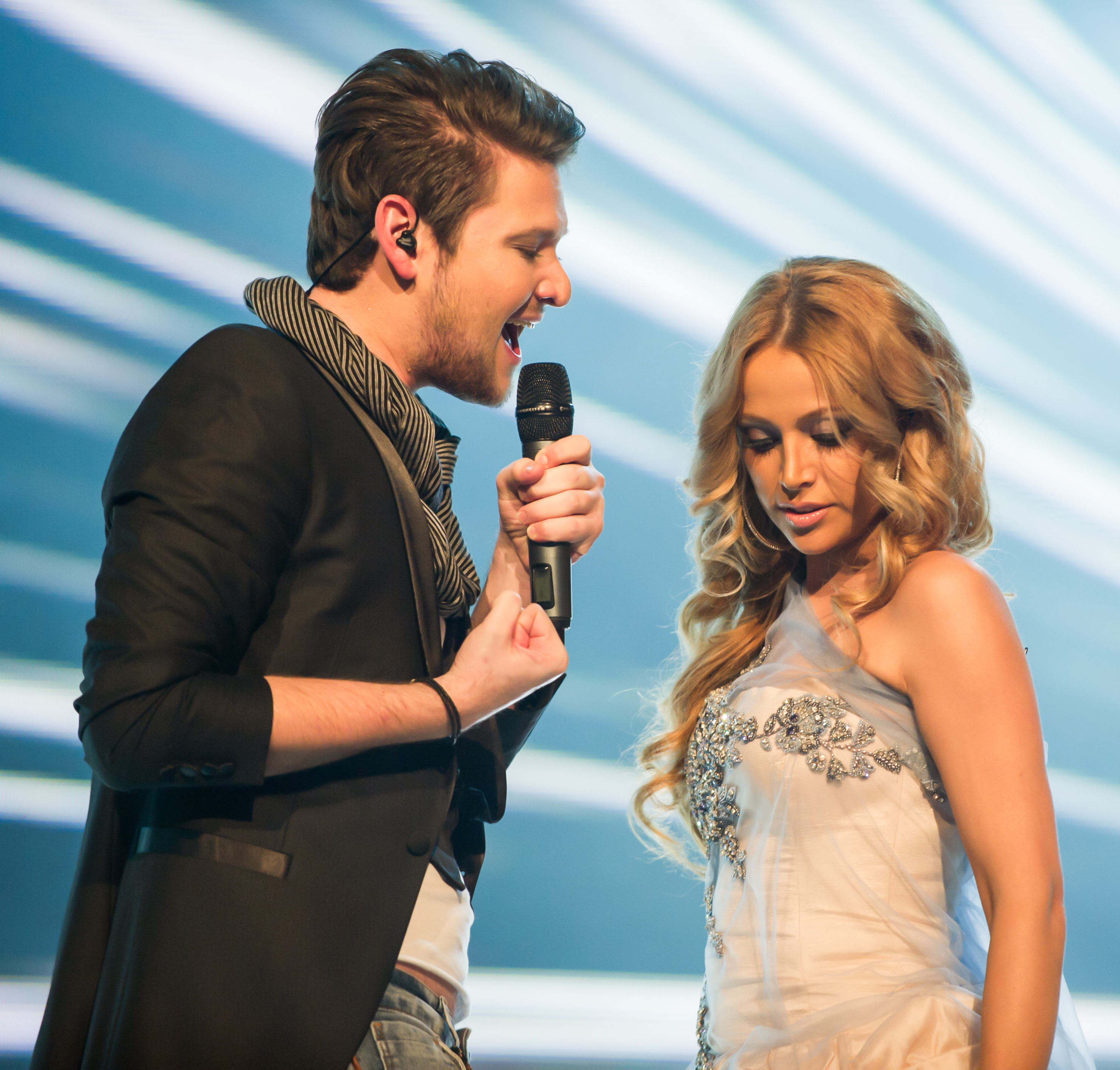
Ell & Nikki

- Ell & Nikki, duo pop;

## F
- Fuzûlî (1483–1556), poet, filozof din Irak;

## G

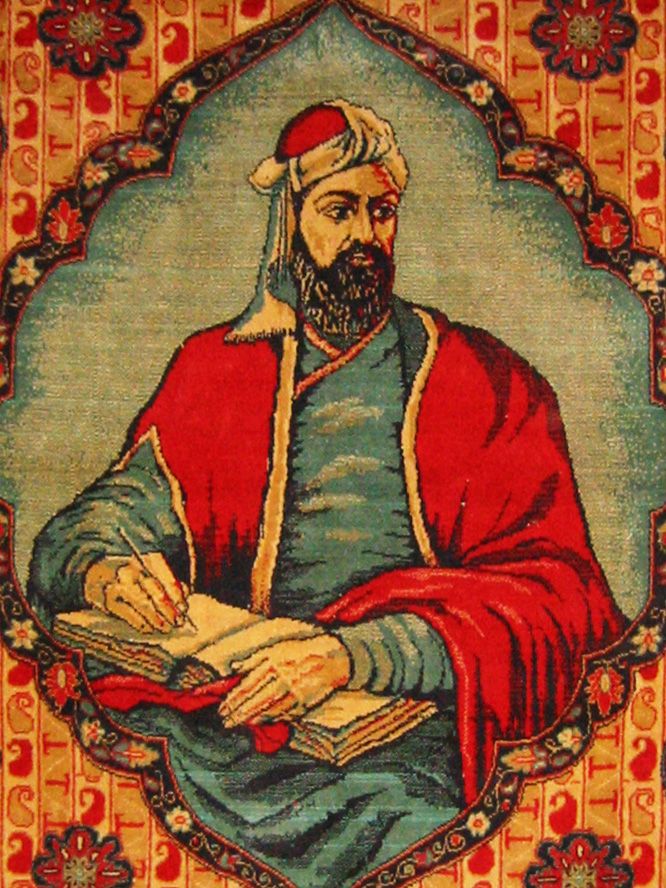
Nizami Ganjavi

- Nizami Ganjavi (1141–1209), scriitor;
- Gara Garayev (1918–1982), compozitor;
- Vugar Gashimov (1986–2014), șahist;
- Eldar Gasimov (n. 1989), cântăreț;
- Heydar Ghiai (1922–1985), arhitect;
- Anvar Ginghisoglu (n. 1962), istoric, scriitor;
- Yahya Golmohammadi (n. 1971), fotbalist iranian;
- Googoosh (n. 1950), cântăreață iraniană;
- Ramil Guliyev (n. 1990), atlet;
- Gurban Gurbanov (n. 1972), fotbalist;

## H

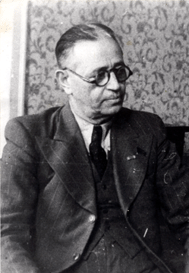
Uzeyir Hajibeyov

- Uzeyir Hajibeyov (1885–1948), dirijor, dramaturg;
- Mammad Hasan Hajinski (1875–1931), arhitect, om de stat;
- Diana Hajiyeva (n. 1989), cântăreață;
- Zeinab Hanlarova (n. 1936), cântăreață;
- Robert Hossein (n. 1927), actor din Franța;
- Elnur Hüseynov (n. 1987), cântăreț din Turkmenistan;

## I
- Ibrahim I de Șirvan (1382–1417), om de stat, suveranul statului Șirvan;
- Rustam Ibrahimbekov (n. 1939), scriitor, scenarist;
- Mirza Ibrahimov (1911–1993), scriitor;
- Hamlet Isakhanli (n. 1948), matematician, poet;
- Ismail I (1487–1524), șah al Iranului;

## J

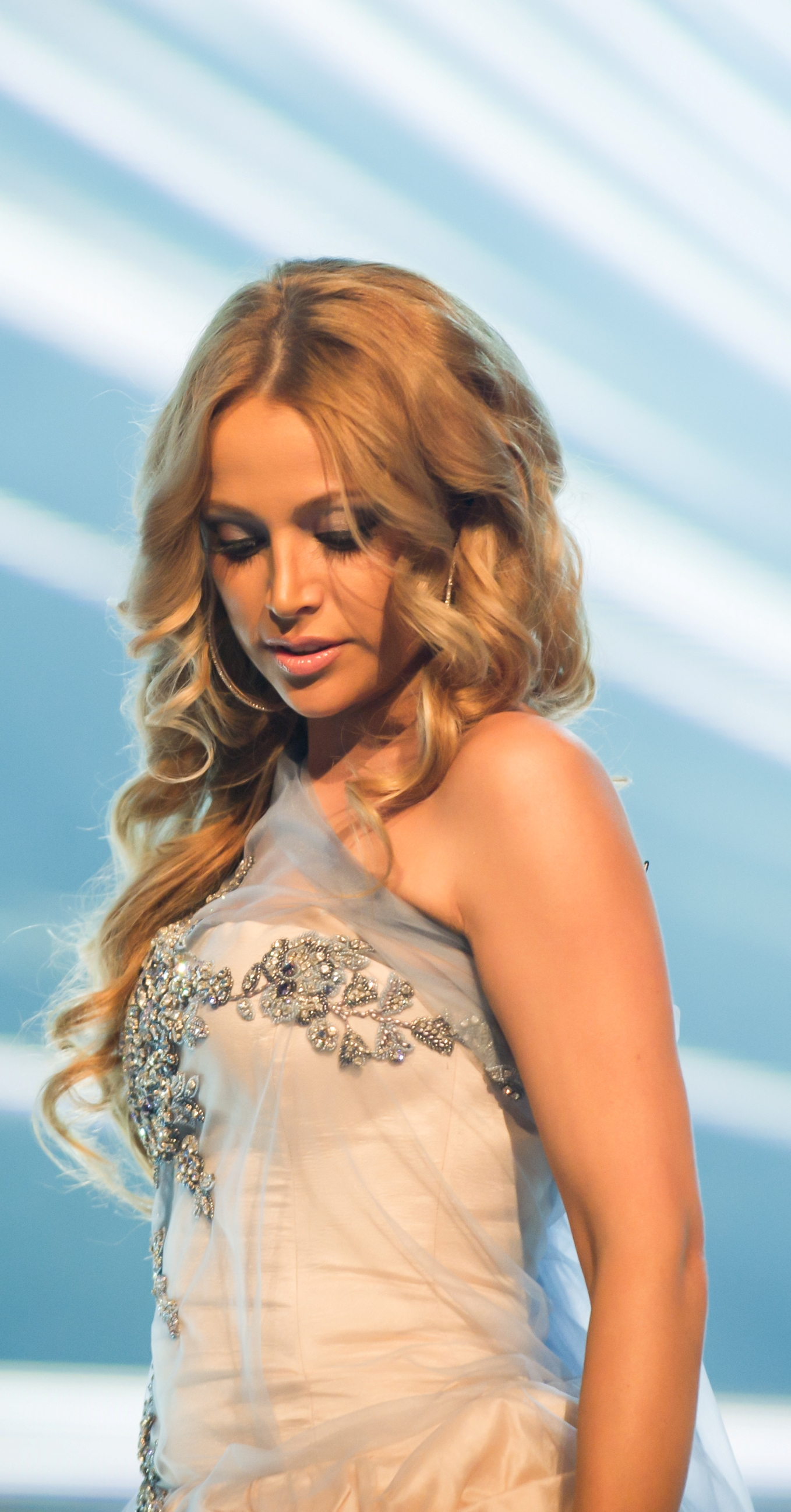
Nigar Jamal

- Nigar Jamal (n. 1980), cântăreață engleză originară din Armenia;
- Vagif Javadov (n. 1989), fotbalist;
- Nesrin Javadzadeh (n. 1982), actriță;
- Ali Javan (1926–2016), fizician, inventator american, originar din Iran;
- Huseyn Javid (1882–1941), scriitor;
- Elena Jemaeva (n. 1971), scrimeră;

## K
- Ahmad Kasravi (1890–1946), lingvist, istoric din Iran;
- Aygün Kazımova (n. 1971), cântăreață;
- Dilara Kazimova (n. 1984), cântăreață;
- Kerim Kerimov (1917–2003), inginer aerospațial;
- Sadegh Khalkhali (1926–2003), atatollah din Iran;

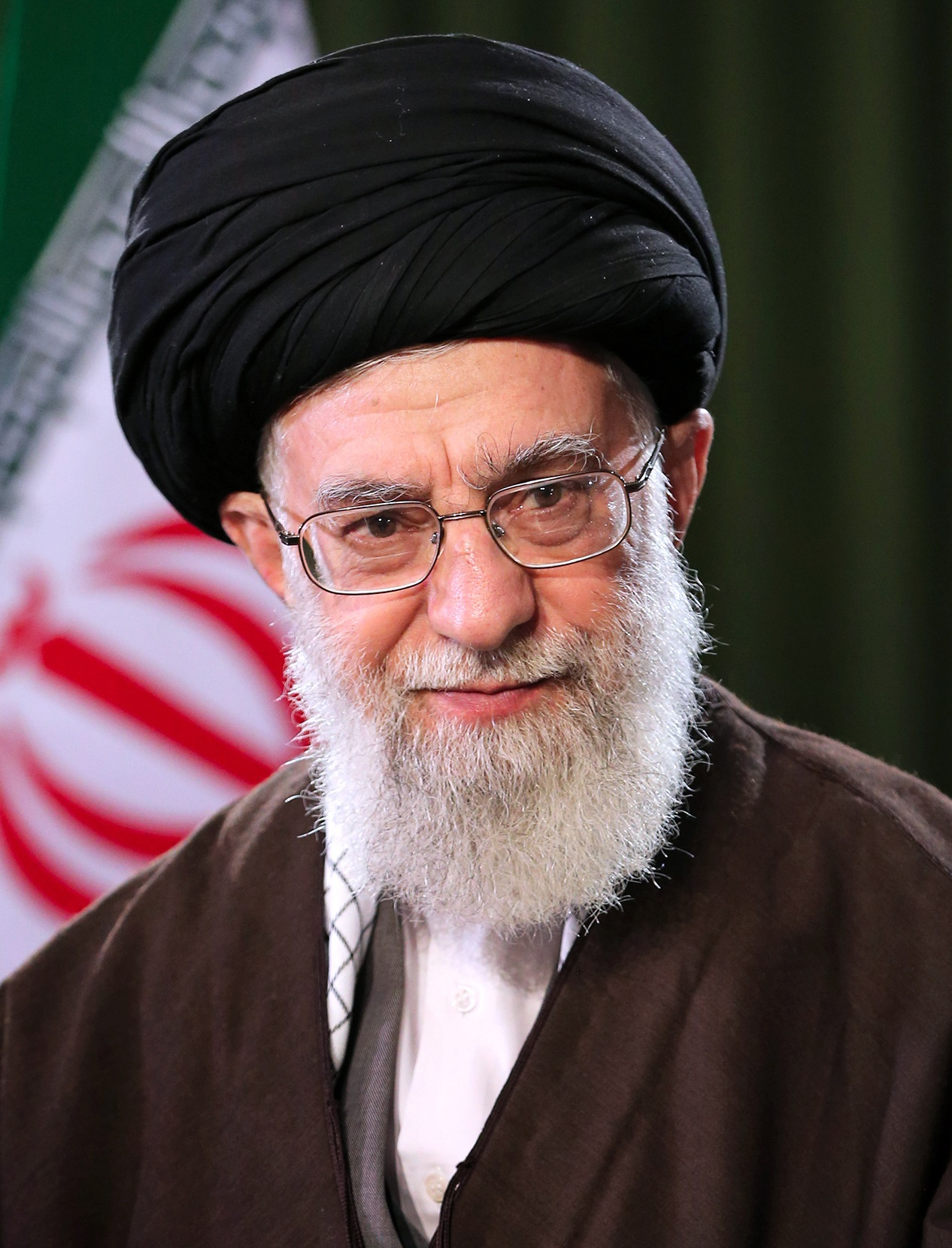
Ali Khamenei

- Ali Khamenei (n. 1939), conducător al Iranului;
- Fatali Khan Khoyski (1875–1920), om politic;
- Rasoul Khatibi (n. 1978), fotbalist iranian;
- Badri Kvarațkhelia (n. 1965), antrenor de fotbal;

## M
- Muslim Magomayev (compozitor) (1885–1937), compozitor;
- Muslim Magomayev (muzician) (1942–2008), bariton;
- Shakhriyar Mamedyarov (n. 1985), șahist;
- Leyla Mammadbeyova (1909–1989), prima femeie azeră pilot;
- Djalil Mammadguluzadeh (1866–1932), scriitor;
- Elnur Mammadli (n. 1988), judoka;
- Farid Mammadov (n. 1991), cântăreț;
- Musa Manarov (n. 1951), cosmonaut;
- Movlud Miraliyev (n. 1974), judoka din Uzbekistan, medaliat olimpic;
- Abbas Mirza (1789–1833), prinț al Persiei;
- Iraj Mirza (1874–1926), poet iranian;
- Tadj ol-Molouk (1896–1982), regină a Iranului, soție a lui Reza Shah;
- Mir-Hossein Mousavi (n. 1942), om politic din Iran;
- Shirali Muslimov (1805–1973), persoană despre care se pretinde că a trăit 168 de ani;

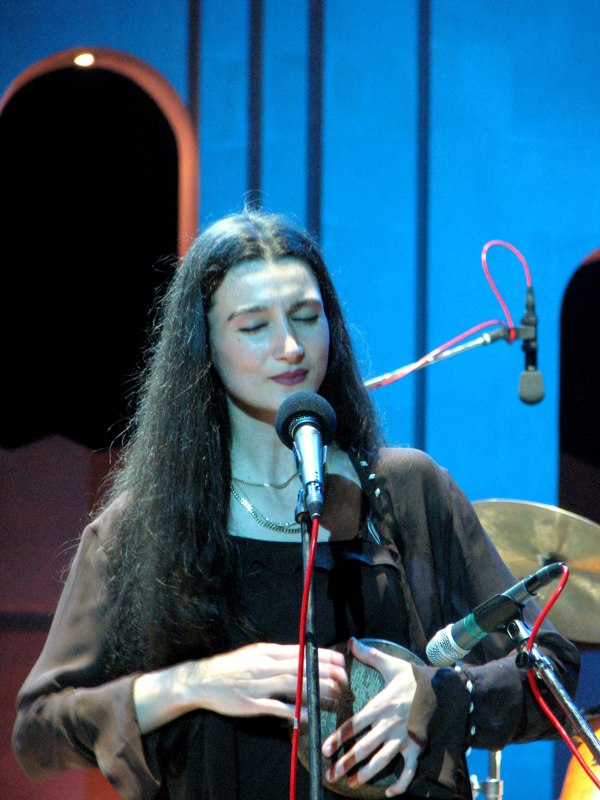
Aziza Mustafa Zadeh

- Aziza Mustafa Zadeh (n. 1969), cântăreață, pianistă, compozitoare;
- Vagif Mustafazadeh (1940–1979), pianist, compozitor;
- Ayaz Mutallibov (n. 1938), fost președinte;

## N
- Nariman Narimanov (1870–1925), scriitor, revoluționar georgian;
- Nasimi (1369–1417), poet, filozof din Irak;
- Khurshidbanu Natavan (1832–1897), poetă;

## P

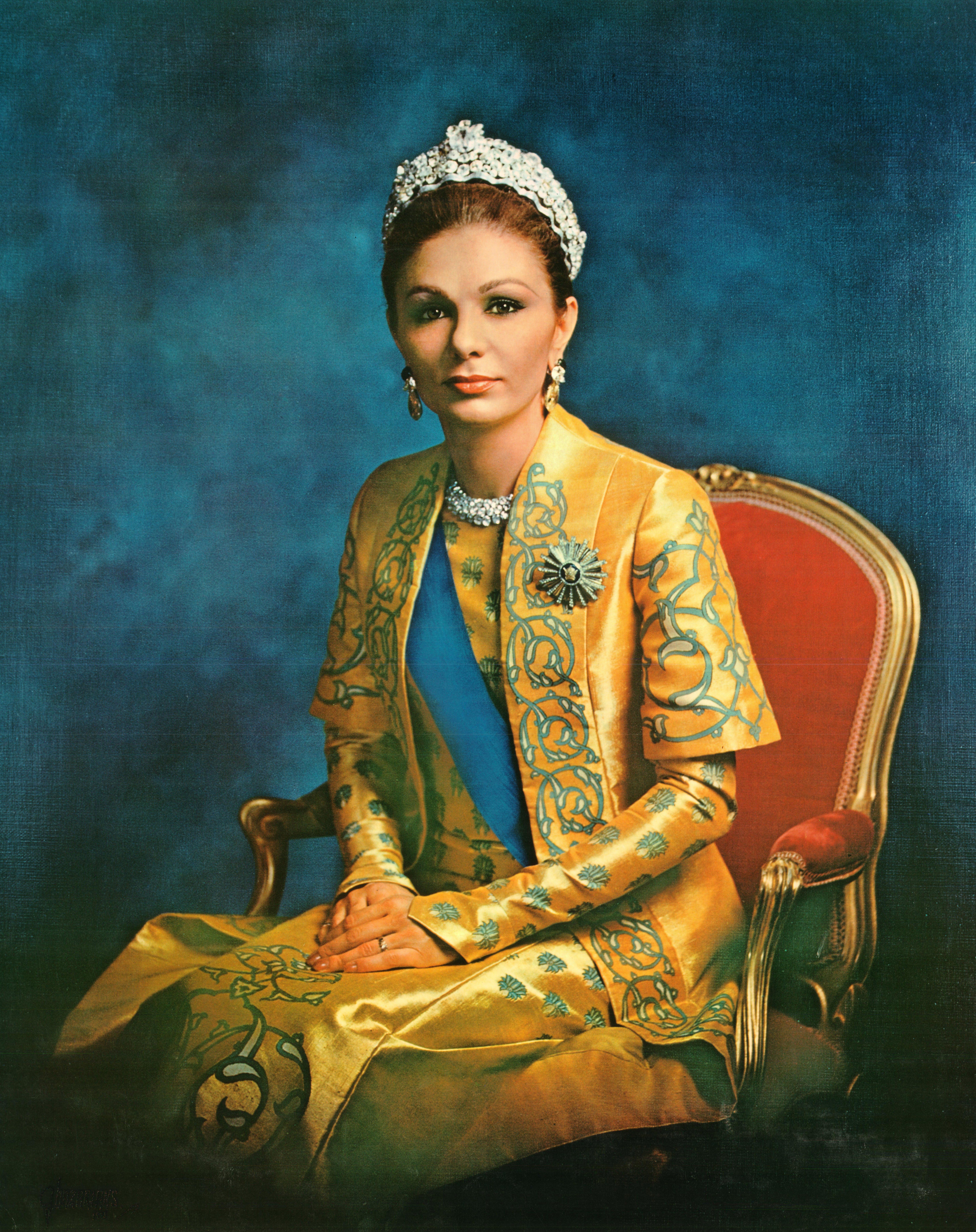
Farah Pahlavi

- Farah Pahlavi (n. 1938), soția liderului iranian Mohammad Reza Pahlavi;
- Jafar Panahi (n. 1960), director de imagine, scenarist iranian;
- Nargiz Birk-Petersen (n. 1976), prezentatoare TV;

## Q
- Agha Mohammad Khan Qajar (1742–1797), șah al Iranului;
- Fath-Ali Shah Qajar (1772–1834), șah al Iranului;
- Alim Qasimov (n. 1957), muzician;

## R
- Teimour Radjabov (n. 1987), șahist;
- Vitali Rahimov (n. 1984), atlet din Armenia;

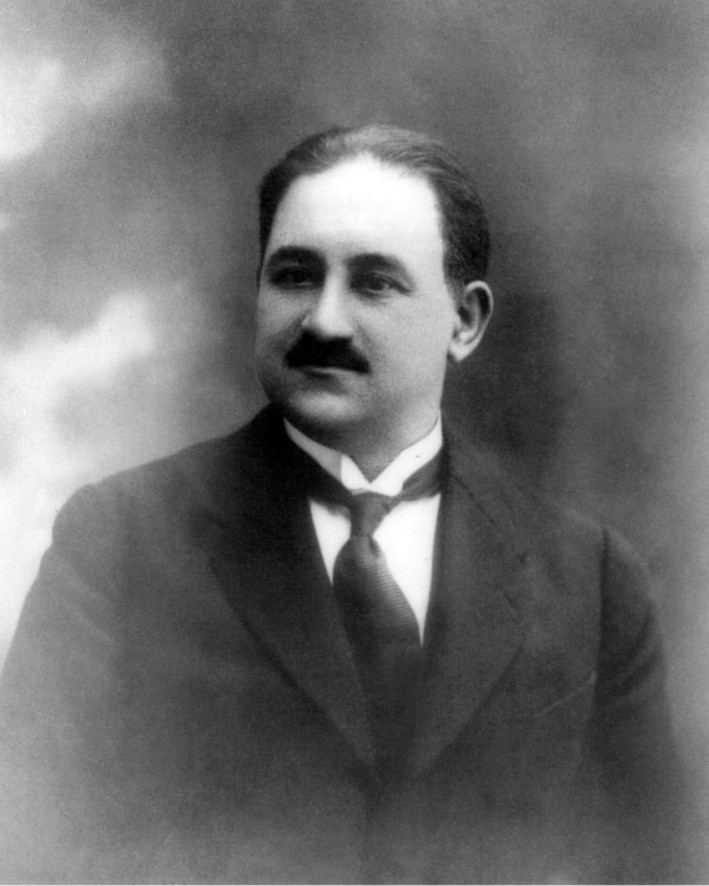
Mammad Emin Rasulzade

- Mammad Emin Rasulzade (1884–1955), om politic, scriitor;
- Hossein Rezazadeh (n. 1978), atlet, politician iranian;

## S
- Rashad Sadygov (n. 1982), fotbalist;
- Hadi Saei (n. 1976), luptător taekwondo iranian;
- Abbas Sahhat (1874–1918), scriitor;
- Tahir Salahov (n. 1928), pictor;
- Aleksandr Samedov (n. 1984), fotbalist din Rusia;
- Sattar Khan (1866–1914), politician, revoluționar iranian;
- Jahan Shah (1397–1467), conducător al statului Qaraqoyunlu;
- Mohammad-Hossein Shahriar (1906–1988), poet iranian;

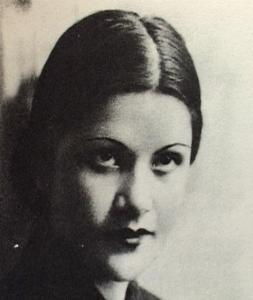
Barat Shakinskaya

- Barat Shakinskaya (1914–1999), actriță;
- Sharif Sharifov (n. 1988), wrestler;
- Abbas Mirza Sharifzadeh (1893–1938), actor, regizor;

## T
- Muhammad Husayn Tabatabaei (1904–1981), filozof șiit iranian;
- Tahmasp I (1576–1514), șah al Iranului;
- Gholamreza Takhti (1930–1968), wrestler iranian, medaliat olimpic;
- Servet Tazegül (n. 1988), luptător taekwondo din Turcia;
- Aysel Teymurzadeh (n. 1989), cântăreață;

## V

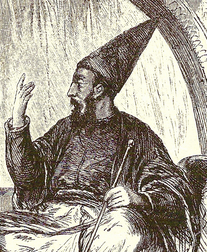
Mirza Shafi Vazeh

- Mirza Shafi Vazeh (1796–1852), poet;
- Behrouz Vossoughi (n. 1938), actor iranian;
- Samad Vurgun (1906–1956), scriitor;

## Y
- Qara Yusif (1357–1420), conducător al Statului Qaraqoyunlu;
- Sami Yusuf (n. 1980), cântăreț britanic originar din Armenia;

## Z

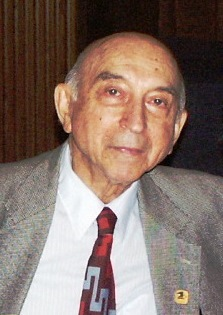
Lotfi Zadeh

- Lotfi Zadeh (1921–2017), matematician, informatician, specialist în inteligență artificială;